# Stephan à Porta
Stephan à Porta (* 24. April 1868 in Danzig; † 8. Januar 1947 in Zürich) war ein Schweizer Rechtsanwalt, Wohnungsbauunternehmer und Stifter.

## Leben und Werk

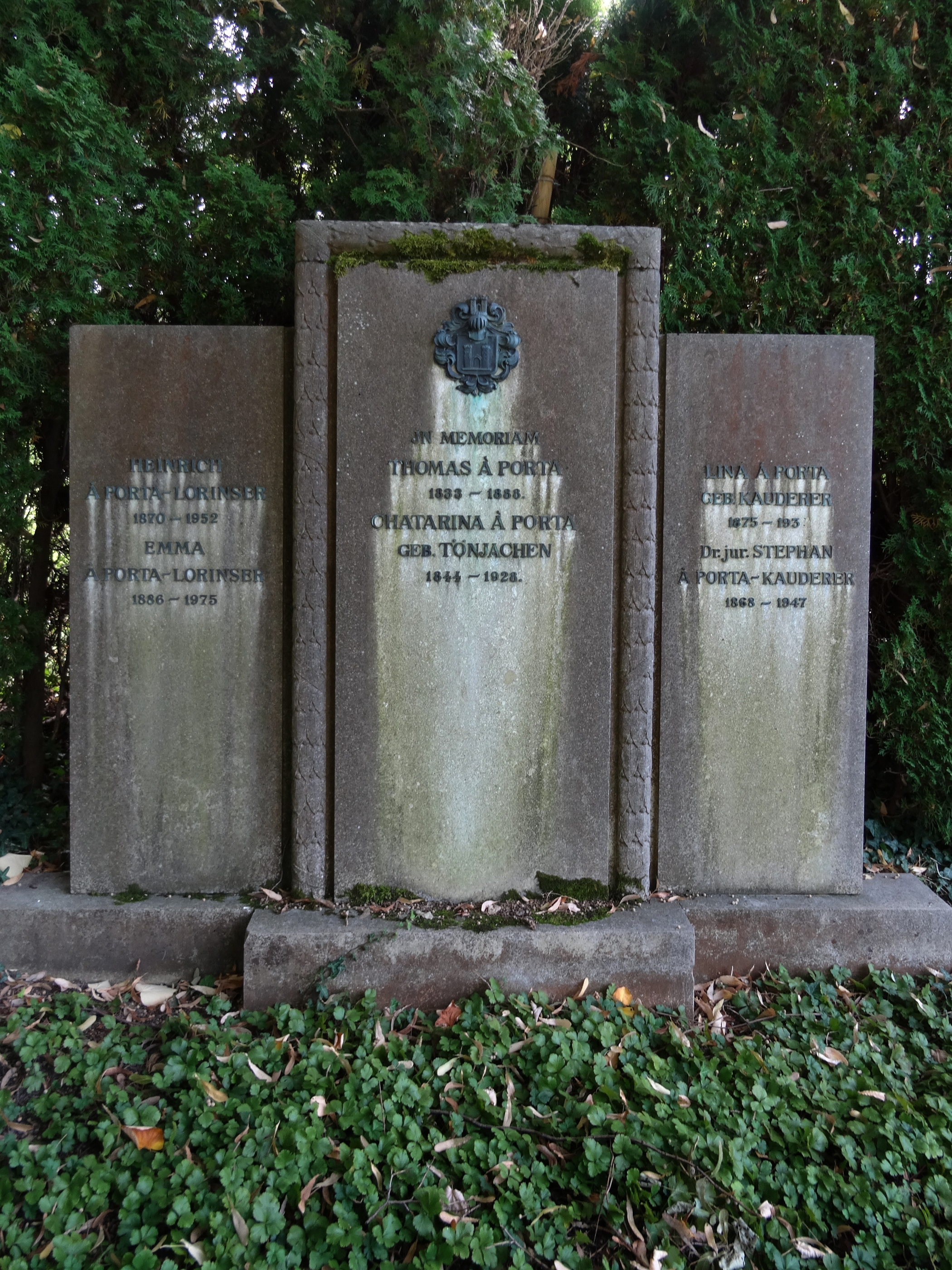
Grab, Friedhof Rehalp, Zürich

Stephan à Porta war ein Sohn des aus Ftan stammenden Zuckerbäckers Thomas à Porta (1833–1888) und dessen Frau Catharina, geborene Tönjachen (1844–1928). Thomas à Porta wanderte wie andere Zuckerbäcker aus dem Graubünden ins Ausland aus und führte um 1865 das Café à Porta in Kopenhagen.
À Porta studierte Rechtswissenschaften in Berlin, Königsberg und Zürich. 1890 promovierte er und war anschliessend in Zürich als Rechtsanwalt mit eigener Kanzlei an der Bahnhofstrasse tätig. 1891 heiratete er Marie Magdalena, geborene Friedrich.
1892 erwarb er mit seinem jüngeren Bruder Heinrich à Porta-Lorinser (1870–1952) aus dem Erbe des früh verstorbenen Vaters einen ersten Bauplatz in Zürich. Darauf liessen die Brüder drei Mehrfamilienhäuser in rationeller Bauweise und ähnlichen Grundrissen errichten. Nach deren Fertigstellung verkauften sie die Liegenschaften mit Gewinn weiter. Als das Unternehmen um die Jahrhundertwende in finanzielle Schwierigkeiten kam, schied Heinrich aus dem Unternehmen aus. 
1903 heiratete Stephan à Porta Maria Magdalena, geborene Kauderer (1875–1937). Da beide Ehen kinderlos blieben, nahm er im April 1927 Lorenz à Porta, den Sohn seines Cousins Jon à Porta, in die Firma auf. 
Ende 1945 richtete Stephan à Porta mit einem Grundstock von 144 Liegenschaften im Wert von damals 6,5 Millionen Schweizer Franken eine seinen Namen tragende Stiftung ein und trat per 1. Januar 1946 in den Ruhestand. Stephan à Porta fand seine letzte Ruhestätte auf dem Friedhof Rehalp in Zürich. 
In Zürich gibt es den Stephan-à-Porta-Weg.

## Werke
- Die Haftung des Verkäufers einer fremden Sache nach gemeinem Recht, verglichen mit dem schweizerischen Obligationenrecht und dem Entwurf eines bürgerlichen Gesetzbuches für das deutsche Reich. Oberstrass 1890 (Diss. jur. Univ. Zürich).